# Staatsarchiv Stettin

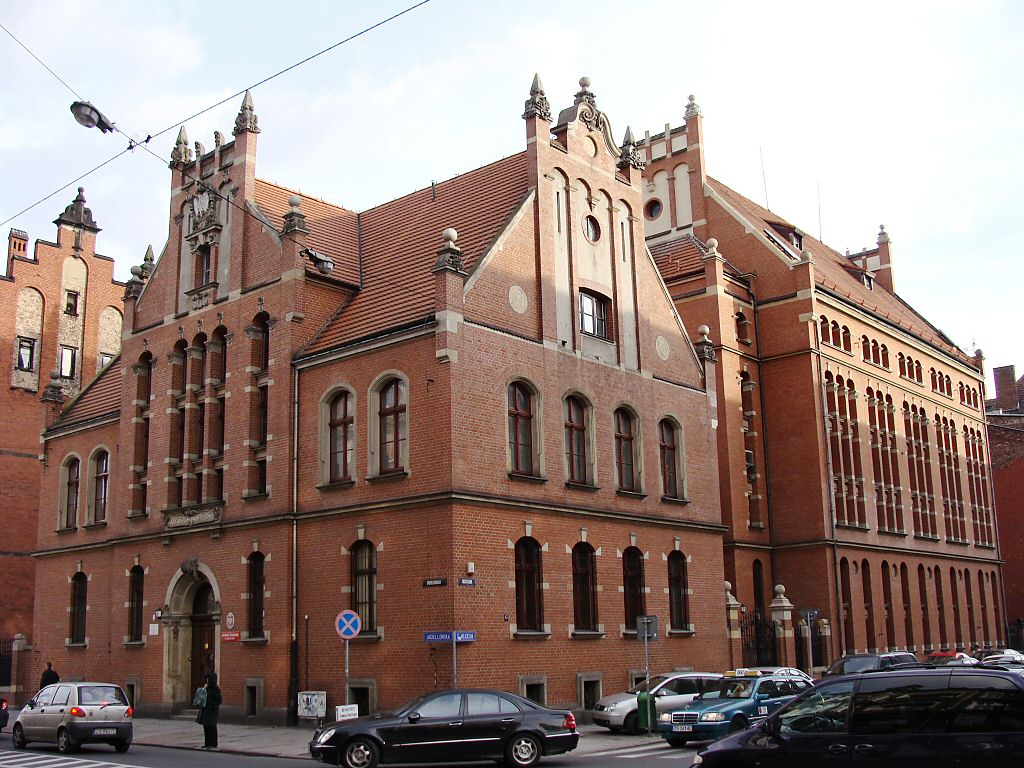
Das 1901 fertiggestellte Gebäude des Staatsarchivs, aufgenommen 2009

Das Staatsarchiv Stettin war das staatliche Archiv der preußischen Provinz Pommern im 19. und 20. Jahrhundert. Es existierte bis zum Frühjahr 1945. Seine Bestände gingen auf das in seinen Räumen am 1. März 1946 gebildete polnische Archiwum Państwowe w Szczecinie (Staatsarchiv Stettin) und das ebenfalls 1946 gebildete Landesarchiv Greifswald über.

## Geschichte
Als eigenständige Behörde wurde das Archiv 1827 durch den Oberpräsidenten der Provinz Pommern, Johann August Sack, ins Leben berufen, als er Friedrich Ludwig Baron von Medem beauftragte, ein Provinzialarchiv einzurichten. Dieses wurde 1831 dem Direktorium der Archive Preußens unterstellt. Sein erster Unterbringungsort war der Westflügel, ab 1875 der Südflügel des Stettiner Schlosses.
Medem war hauptsächlich mit der Neuordnung der vorgefundenen Altbestände (Herzoglich-Stettiner Archiv, Herzoglich-Wolgaster Archiv und so genanntes Schwedisches Archiv) beschäftigt. Daneben begann er aber auch mit der Quellenedition und schrieb unter anderem eine der ersten Archivgeschichten eines deutschen Staatsarchivs. Eine neue Ära begann 1855 mit der Einstellung von Robert Klempin als Medems Nachfolger, der allein und gemeinsam mit Gustav Kratz zahlreiche Publikationen auf den Weg brachte, darunter den 1. Band des Pommerschen Urkundenbuches, die wichtigste Quellenedition zum Mittelalter in Pommern. Ermöglicht wurde dies durch finanzielle Unterstützung der beiden landständischen Korporationen der Provinz.
Ende des 19. Jahrhunderts stieg der Umfang der Archivbestände durch Abgaben der Staatsbehörden und Übernahmen von Kommunen, z. B. der Stadtarchive Stettin und Kolberg, rasch an, so dass die Räumlichkeiten im Schloss und dem gemieteten Haus in der Petrihofstraße nicht mehr ausreichten. 1901 bezog das Archiv einen Zweckbau in der Karkutschstraße 13.
Die Bestandsumfänge wuchsen insbesondere in den 1930er Jahren stark an, und am Vorabend des Zweiten Weltkrieges waren im Magazin circa 8.000 laufende Meter Akten, über 10.000 Urkunden und über 10.000 Karten, Pläne und Risse archiviert. Wegen der Bombenkriegsgefahr begann 1942 die Evakuierung der Bestände. 1944 erhielt das Archivgebäude einen Bombentreffer, der aber nur geringe Schäden im Dachgeschoss anrichtete.
Im Frühjahr 1945 endete die Tätigkeit des Staatsarchivs als deutsche Behörde. Am 1. August 1945 wurde es von polnischen Archivaren übernommen und Teil der Stadtverwaltung Stettins, bis es am 1. März 1946 dem Generaldirektorium der polnischen Staatsarchive unterstellt wurde. Die ausgelagerten Bestände des Archivs wurden in der Folgezeit je nach Belegenheit des Auslagerungsortes in einer der beiden Nachfolgeeinrichtungen untergebracht.

## Pflege des nichtstaatlichen Archivguts
Da es in der Provinz Pommern neben dem Staatsarchiv mit Ausnahme des Stadtarchivs Stralsund bis in das 2. Viertel des 20. Jahrhunderts keine hauptamtlich geleiteten Facharchive gab, war das nichtstaatliche Archivgut (Kommunen, Kirchen bzw. Pfarrämter, Guts- und Familienarchive) vielfach stark gefährdet. Deshalb unternahm das Staatsarchiv bereits im 19. Jahrhundert Anstrengungen zur Sicherung und Pflege dieser Schriftquellen außerhalb seines eigentlichen Zuständigkeitsgebietes. Mit Gründung der Historischen Kommission für Pommern begann 1910 die kreisweise Inventarisierung der nichtstaatlichen Archive. Noch einen Schritt weiter ging man 1931 mit Einrichtung einer Archivberatungsstelle durch den Provinzialverband, die 1934 aus praktischen Gründen dem Staatsarchiv angeschlossen und ab 1938 mit einer hauptamtlichen Arbeitskraft besetzt wurde.
Vielfach deponierten die Archiveigentümer ihre Archive im Staatsarchiv, seit den 1930er Jahren gelang aber auch die Einrichtung von eigenständigen Stadtarchiven, z. B. in Kolberg und Greifswald. Daneben beriet die Archivberatungsstelle vor Ort und verzeichnete zahlreiche nichtstaatliche Archive. Zur Unterstützung ihrer Tätigkeit gab es in allen Kreisen ehrenamtliche Archivpfleger.

## Direktoren
(Quelle: )
- 1827–1847: Friedrich Ludwig Karl Freiherr von Medem
- 1848–1857: vakant
- 1857–1874: Robert Klempin (beschäftigt seit 1855)
- 1875–1900: Gottfried von Bülow
- 1901–1913: Walter Friedensburg
- 1913–1923: Hermann Hoogeweg
- 1923–1930: Otto Grotefend
- 1930–1935: Erich Randt
- 1930–1945: Adolf Diestelkamp (seit 1939 im Wehrdienst, vertreten durch Fritz Morré (bis 1941) und Hermann Gollub (1941–1945))